# 에니와시
에니와시(일본어: 恵庭市)는 일본 홋카이도 중부(도오 지방) 이시카리 진흥국 관내의 시이다.

## 개요
광대한 자위대 연습장이 있어 자위대 관계자가 많은 편이다. 시명의 유래는 아이누어의 ‘에에니와’(エエニワ, e-en-iwa, 현재의 에니와산을 가리키고 ‘날카로운 산’이라는 의미)이다.

## 지리
홋카이도 중앙부에 위치한다. 시역은 동서로 길고 그 중앙에는 이자리강이 동쪽으로 흐르며, 북동쪽 나가누마정과의 경계에서 지토세강에 합류한다. 북연에는 시마마쓰강이 흘러 기타히로시마시와의 경계를 이룬다. 남쪽은 지토세시와 접한다. 시가지는 시 동부를 남북으로 가로지르는 JR 지토세선 연선에 집중되어 있고, 중심 시가지인 에니와역 부근과 신흥 주택지인 누구미노역 부근이 특히 번화하다. 중서부는 원야와 산악으로, 육상자위대 홋카이도 대연습장(에니와 지구, 시마마쓰 지구)이 있다.

### 기후
내륙에 있기 때문에 겨울은 삿포로시에 비해 냉각이 심하다. 1월 평균 기온은 -6.2℃로 삿포로시보다 3도나 낮다. 최저 기온의 평균은 -12.8℃이며 이는 삿포로시보다 5도나 낮은 것이다. 대륙으로부터의 한기에 덮이고 방사 냉각이 강해지면 연일 -20℃ 전후까지 떨어지는 일도 자주 있고, 2001년 1월에는 ―26.6℃가 관측되었다. 한편 대륙성 기후 때문에 눈의 양은 삿포로시에 비하면 비교적 적다. 역대 최고 기온은 영상 34도나 되었고 역대 최저 기온은 영하 27도나 되었다.
| 에니와시의 기후                                              | 에니와시의 기후 | 에니와시의 기후 | 에니와시의 기후 | 에니와시의 기후 | 에니와시의 기후 | 에니와시의 기후 | 에니와시의 기후 | 에니와시의 기후 | 에니와시의 기후 | 에니와시의 기후 | 에니와시의 기후 | 에니와시의 기후 | 에니와시의 기후 |
| 월                                                           | 1월             | 2월             | 3월             | 4월             | 5월             | 6월             | 7월             | 8월             | 9월             | 10월            | 11월            | 12월            | 연간            |
| ------------------------------------------------------------ | --------------- | --------------- | --------------- | --------------- | --------------- | --------------- | --------------- | --------------- | --------------- | --------------- | --------------- | --------------- | --------------- |
| 역대 최고 기온 °C (°F)                                       | 7.6 (45.7)      | 7.6 (45.7)      | 14.8 (58.6)     | 25.7 (78.3)     | 31.4 (88.5)     | 31.1 (88.0)     | 34.0 (93.2)     | 34.3 (93.7)     | 31.8 (89.2)     | 25.2 (77.4)     | 20.5 (68.9)     | 14.5 (58.1)     | 34.3 (93.7)     |
| 일평균 최고 기온 °C (°F)                                     | −1.5 (29.3)     | −0.6 (30.9)     | 3.4 (38.1)      | 10.7 (51.3)     | 16.7 (62.1)     | 20.2 (68.4)     | 23.7 (74.7)     | 25.1 (77.2)     | 21.9 (71.4)     | 15.7 (60.3)     | 8.1 (46.6)      | 1.0 (33.8)      | 12.0 (53.7)     |
| 일일 평균 기온 °C (°F)                                       | −6.2 (20.8)     | −5.5 (22.1)     | −0.9 (30.4)     | 5.4 (41.7)      | 11.1 (52.0)     | 15.2 (59.4)     | 19.1 (66.4)     | 20.6 (69.1)     | 16.8 (62.2)     | 10.2 (50.4)     | 3.4 (38.1)      | −3.5 (25.7)     | 7.1 (44.9)      |
| 일평균 최저 기온 °C (°F)                                     | −12.8 (9.0)     | −12.5 (9.5)     | −6.5 (20.3)     | 0.1 (32.2)      | 5.9 (42.6)      | 11.1 (52.0)     | 15.7 (60.3)     | 16.9 (62.4)     | 11.8 (53.2)     | 4.4 (39.9)      | −1.6 (29.1)     | −9.2 (15.4)     | 1.9 (35.5)      |
| 역대 최저 기온 °C (°F)                                       | −26.8 (−16.2)   | −26.9 (−16.4)   | −21.1 (−6.0)    | −12.6 (9.3)     | −2.5 (27.5)     | 0.7 (33.3)      | 7.0 (44.6)      | 6.0 (42.8)      | 0.2 (32.4)      | −4.6 (23.7)     | −15.1 (4.8)     | −22.0 (−7.6)    | −26.9 (−16.4)   |
| 평균 강수량 mm (인치)                                        | 53.1 (2.09)     | 52.7 (2.07)     | 53.5 (2.11)     | 56.9 (2.24)     | 82.4 (3.24)     | 85.5 (3.37)     | 107.0 (4.21)    | 153.8 (6.06)    | 152.1 (5.99)    | 109.1 (4.30)    | 87.9 (3.46)     | 67.4 (2.65)     | 1,061.4 (41.79) |
| 평균 강설량 cm (인치)                                        | 155 (61)        | 140 (55)        | 96 (38)         | 8 (3.1)         | 0 (0)           | 0 (0)           | 0 (0)           | 0 (0)           | 0 (0)           | 1 (0.4)         | 19 (7.5)        | 116 (46)        | 535 (211)       |
| 평균 강우일수                                                | 12.9            | 11.9            | 12.1            | 9.9             | 10.4            | 8.6             | 10.3            | 11.2            | 11.5            | 12.1            | 12.8            | 12.0            | 135.7           |
| 평균 강설일수                                                | 18.4            | 16.1            | 11.8            | 1.0             | 0.0             | 0.0             | 0.0             | 0.0             | 0.0             | 0.0             | 2.1             | 13.1            | 62.5            |
| 평균 월간 일조시간                                           | 102.7           | 109.1           | 151.0           | 171.3           | 179.4           | 151.8           | 135.2           | 143.5           | 156.6           | 148.6           | 111.5           | 96.4            | 1,657.1         |
| 출처: 일본 기상청 (평년값: 1991년~2020년, 극값: 1976년~현재) |                 |                 |                 |                 |                 |                 |                 |                 |                 |                 |                 |                 |                 |

## 역사
에도 시대에는 마쓰마에번에 의해 이시카리 13장소 중 하나인 슈마맛푸 장소가 시마마쓰강 유역에 열려 에도 막부 말기 무렵까지 존재했다.
- 1869년 - 홋카이도에 11국 86군이 놓여 현재의 에니와시에 해당하는 지역은 이무리국 지토세군에 포함되었다.
- 1906년 - 이자리촌, 시마마쓰촌이 합병해 에니와촌이 되었다.
- 1951년 - 정으로 승격해 에니와정이 되었다.
- 1970년 - 시로 승격해 에니와시가 되었다.

## 산업
에니와의 벼농사 역사는 길고, 오랫동안 농업 생산의 중심이었다. 그러나 최근에는 대소비지인 삿포로시와의 근접성을 살린 도시 근교 농업으로 전환을 도모해 채소나 화훼의 산출액 비율이 높아지고 있다.

## 교통

### 철도
- 홋카이도 여객철도 지토세선

### 도로
- 도오 자동차도
- 도토 자동차도
- 국도 제36호선
- 국도 제453호선 (일본)(일본어판)

## 인구
삿포로의 근교 도시로서 1970년부터 2012년까지 계속 증가 추세를 보였으나, 2013년에 처음으로 인구가 감소했다.
|                     |          |  |
| 1970년（쇼와45년）  | 34,449명 |  |
| 1975년（쇼와50년）  | 39,884명 |  |
| 1980년（쇼와55년）  | 42,911명 |  |
| 1985년（쇼와60년）  | 48,305명 |  |
| 1990년（헤세2년）   | 55,615명 |  |
| 1995년（헤세7년）   | 62,351명 |  |
| 2000년（헤세12년）  | 65,239명 |  |
| 2005년（헤세17년）  | 67,614명 |  |
| 2010년（헤세22년）  | 69,334명 |  |
| 2015년（헤세27년）  | 69,702명 |  |
| 2020년（레이와2년） | 70,331명 |  |

|colspan="2" style="text-align:right"|일본 총무성 통계국 국세조사
|-

## 자매 도시
- 일본 야마구치현 구가군 와키정(1979년 7월 10일)